# 旅/13月のクリスマス/Re:START!
「旅/13月のクリスマス/Re:START!」（たび/13がつのクリスマス/リスタート）は、島谷ひとみの36枚目のシングル。発売元はAI.R LAND RECORD。

## 解説
「旅」は、日本テレビ系列『ぶらり途中下車の旅』エンディング・テーマとして使用された。

## 収録曲
| #  | タイトル             | 作詞                  | 作曲        |
| -- | -------------------- | --------------------- | ----------- |
| 1. | 「旅」               | YANAGIMAN・島谷ひとみ | YANAGIMAN   |
| 2. | 「13月のクリスマス」 | SHINGIIIIII           | SHINGIIIIII |
| 3. | 「Re:START!」        | 島谷ひとみ            | SHINGIIIIII |